# 黔丹梧柳站
黔丹梧柳站（：／ Geomdan Oryu yeok */?）副站名黔丹產業園區（검단산업단지），是仁川地鐵2號線的起點車站，位於韓國仁川廣域市西區梧柳洞。為避免與京仁線的梧柳洞站混淆，故加上「黔丹」二字以資區別。

## 車站結構
站體為2面2線側式月台的高架車站，候車月台設有月台幕門，並有2處出口。

### 月台配置
| 起終點站 |
| \| 上    |
| ↓ 旺吉   |

| 月台 | 路線               | 目的地                       |
| ---- | ------------------ | ---------------------------- |
| 上行 | ●仁川都市铁道2号线 | 此站終着                     |
| 下行 | ●仁川都市铁道2号线 | 黔岩、西區廳、朱安、雲宴方向 |

## 歷史
- 2016年7月30日：落成啟用[1]。

## 車站周邊
- 梧柳車輛基地（朝鲜语：오류주박기지）
- 黔丹產業園區
- 東谷村
- 梧柳開發預定地

## 圖片

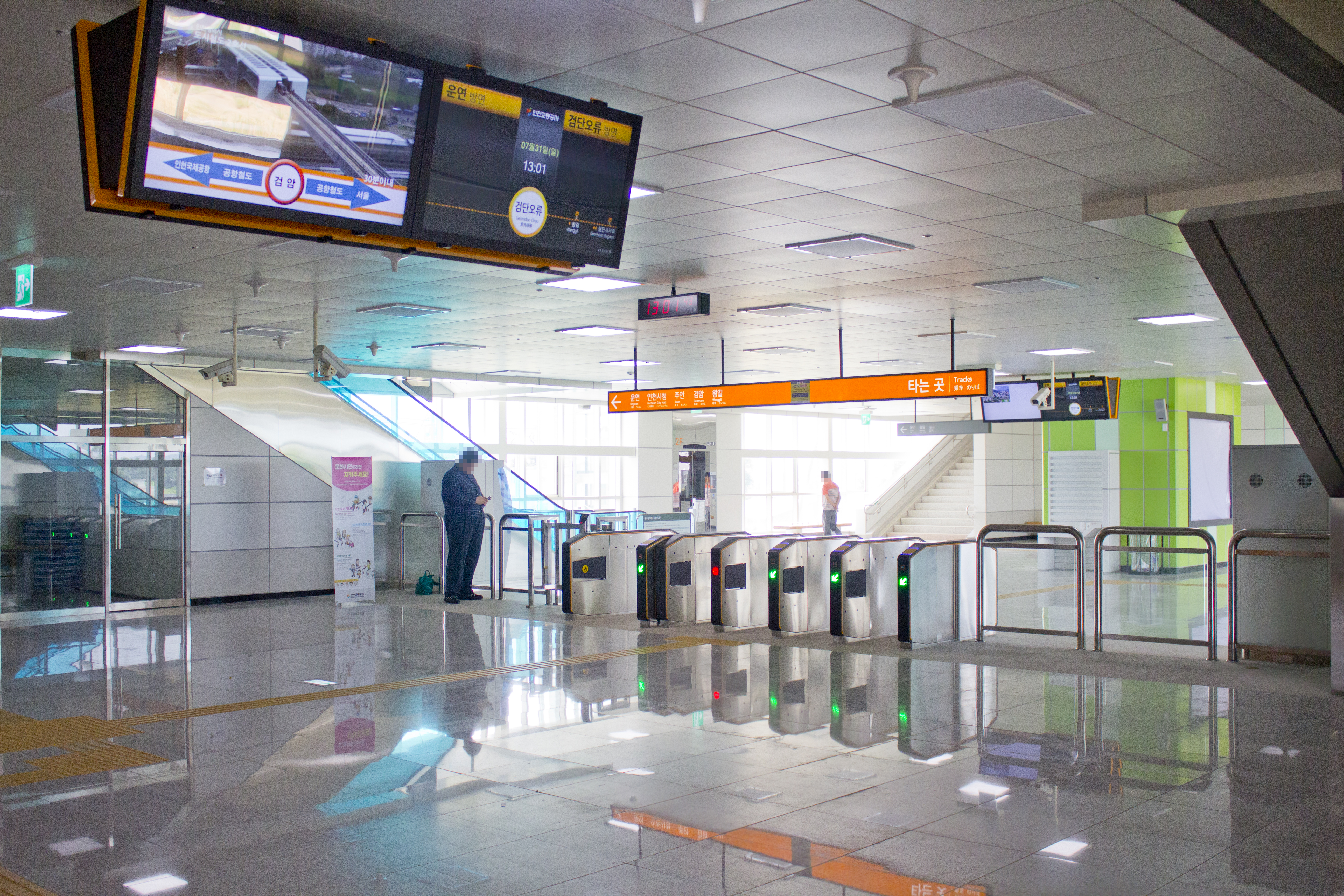
剪票閘口
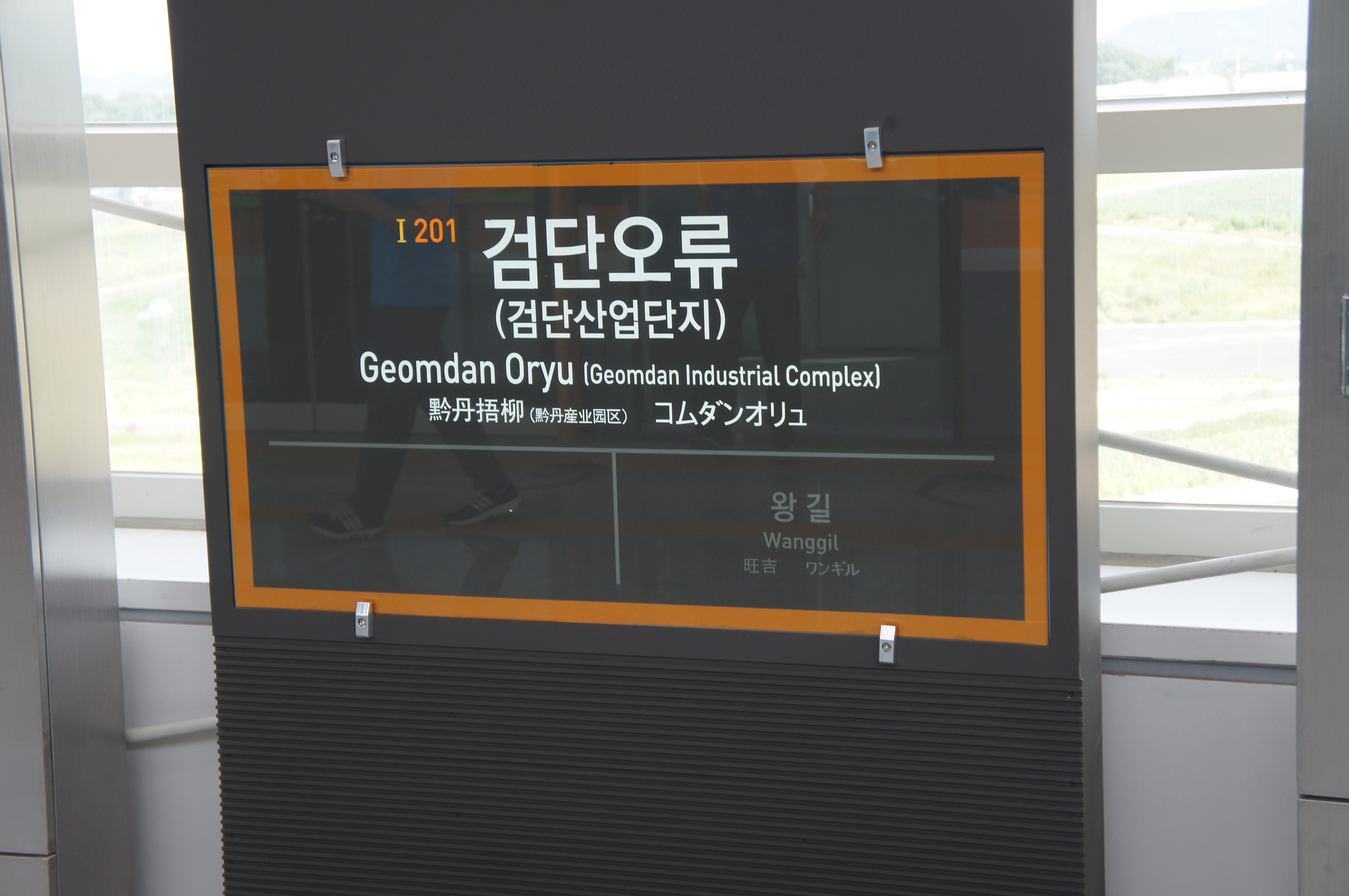
站名牌
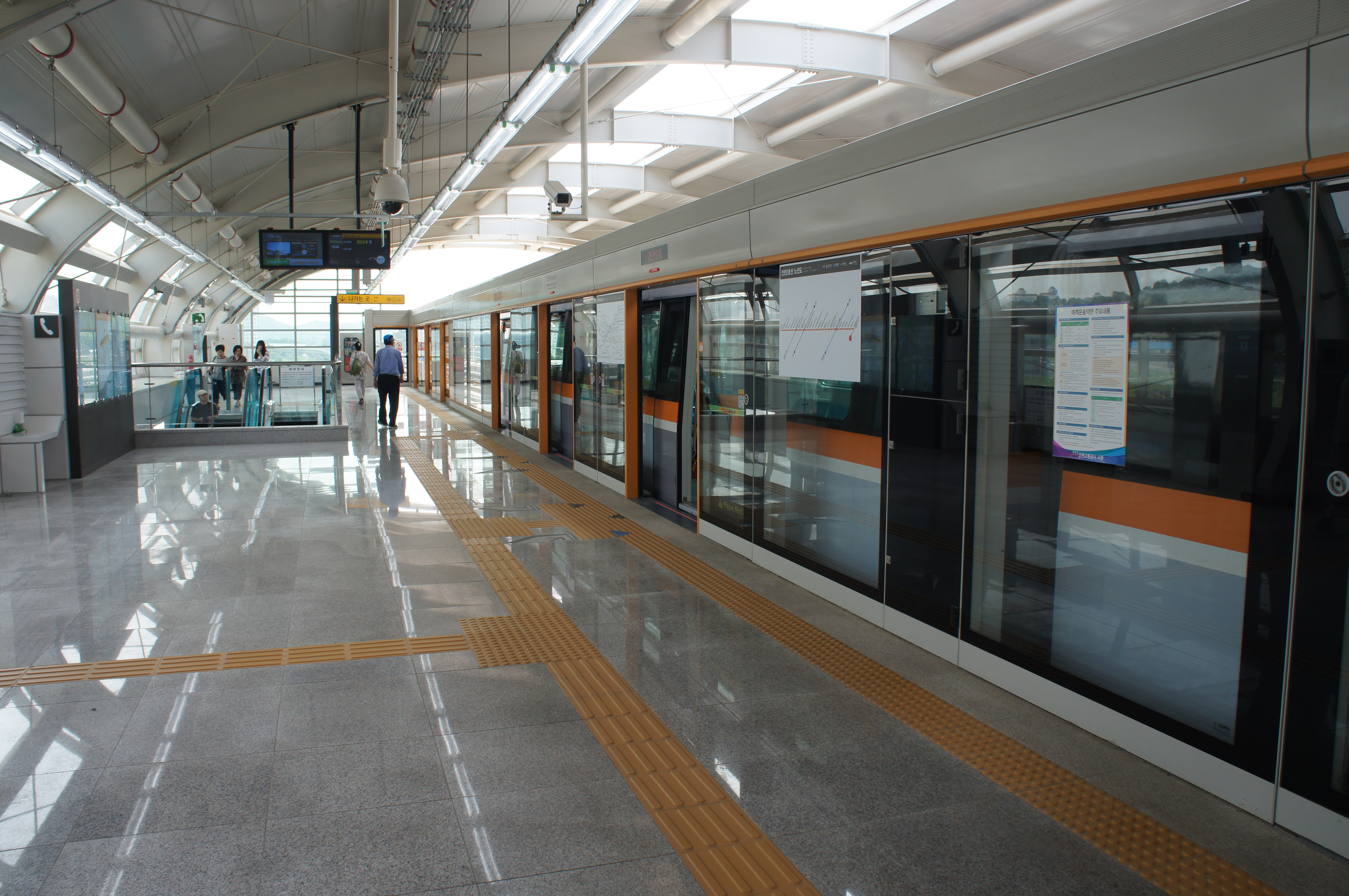
候車月台
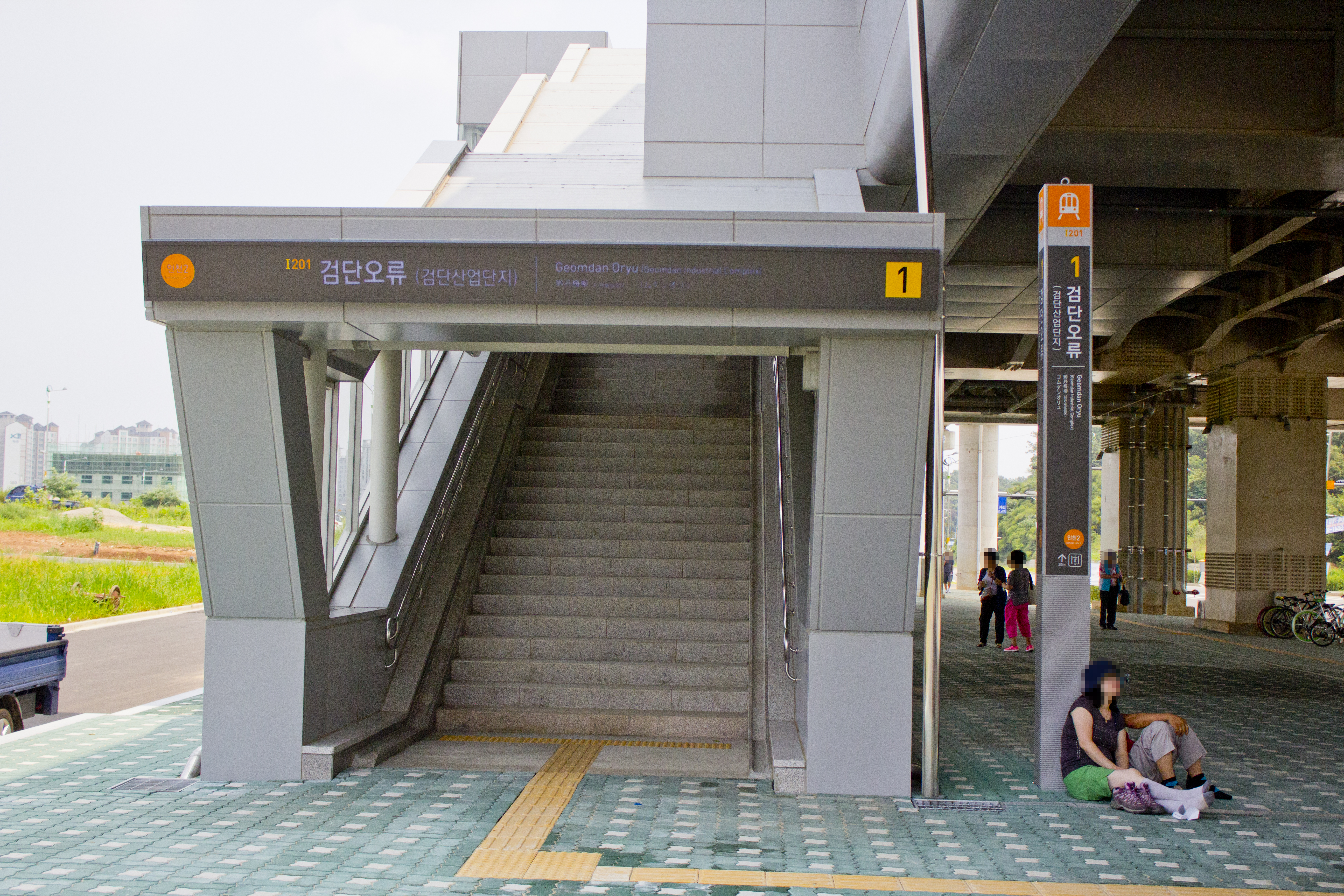
1號出口
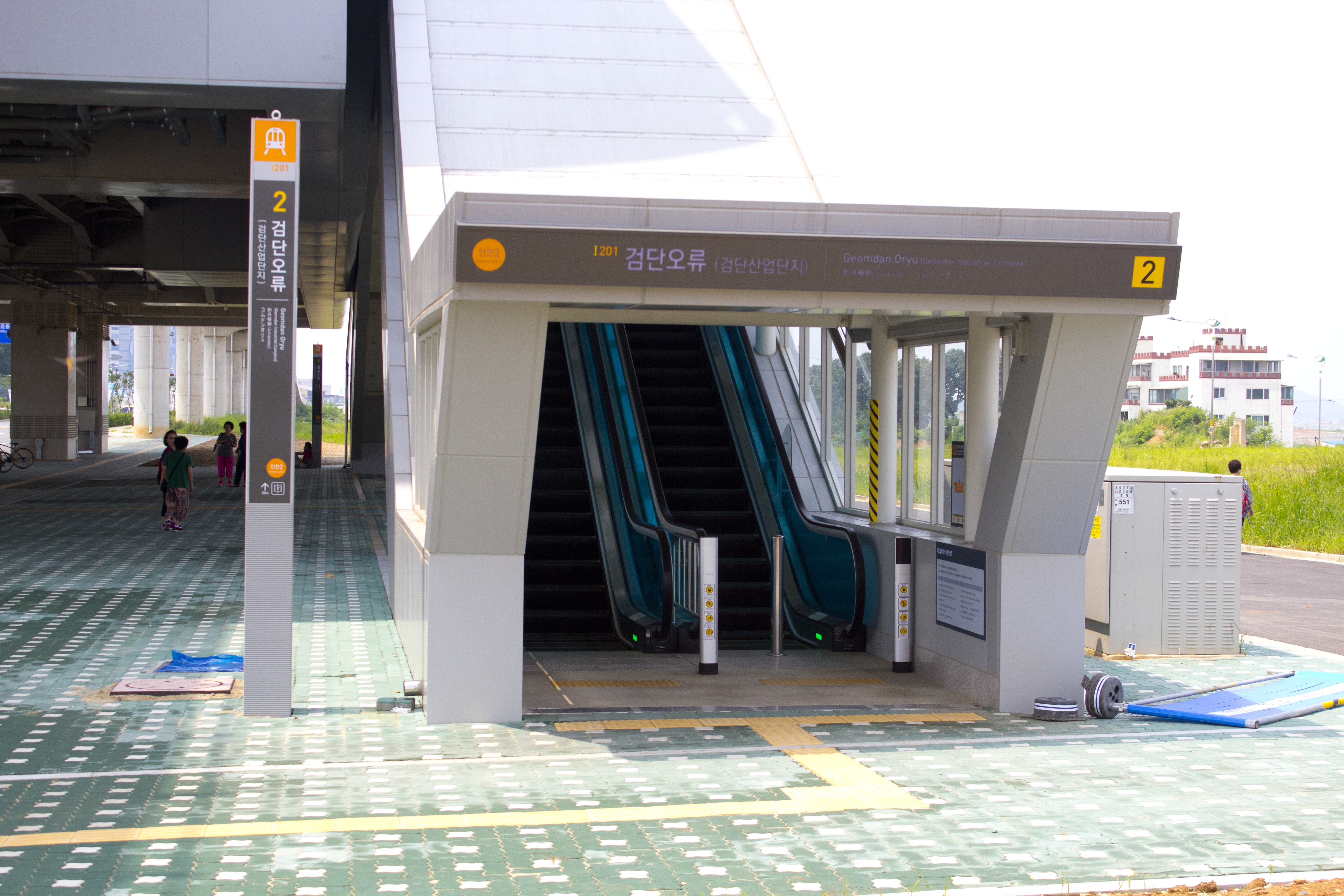
2號出口

## 相鄰車站
仁川交通公社
●仁川都市铁道2号线
黔丹梧柳（I201）－旺吉（I202）